# 兵庫県道398号花田野里線
兵庫県道398号花田野里線（ひょうごけんどう398ごう はなだのざとせん）は、兵庫県姫路市を通る一般県道である。

## 概要
姫路市花田町一本松から姫路市野里に至る。

### 路線データ
- 起点：姫路市花田町一本松（一本松交差点、国道2号交点、兵庫県道517号妻鹿花田線終点）
- 終点：姫路市野里（大日交差点、国道312号・兵庫県道218号西田原姫路線交点）
- 総延長：4.071 km

## 路線状況

### 重複区間
- 国道372号（姫路市花田町小川・花田小学校北交差点 - 姫路市花田町小川）

### 道路施設

#### 橋梁
- 高木橋（市川、姫路市）

## 地理

### 通過する自治体
- 兵庫県
  - 姫路市

### 交差する道路
| 交差する道路                                                     | 交差する場所 | 交差する場所        |
| ---------------------------------------------------------------- | ------------ | ------------------- |
| 国道2号 国道312号 重複 兵庫県道517号妻鹿花田線                   | 花田町一本松 | 一本松交差点 / 起点 |
| 国道372号 重複区間起点                                           | 花田町小川   | 花田小学校北交差点  |
| 国道372号 重複区間終点                                           | 花田町小川   |                     |
| 国道312号 兵庫県道218号西田原姫路線 兵庫県道516号姫路環状線 重複 | 野里         | 大日交差点 / 終点   |

### 沿線
- 姫路市立花田小学校
- 市川